# Hilary Van Dyke
Hilary Van Dyke (30 ottobre 1970) è un'attrice statunitense, nota per aver interpretato il personaggio di Marilyn Munster nella serie televisiva remake degli anni ottanta I mostri vent'anni dopo.
Contrariamente a quanto si crede, non è parente dell'attore Dick Van Dyke.

## Biografia
Inizia la carriera partecipando a spot televisivi, prima di interpretare il ruolo di Marilyn Munster nella serie televisiva degli anni ottanta I mostri vent'anni dopo (The Munsters Today, 1988-1991), sostituendo l'attrice originalmente scelta per interpretare il personaggio nei piloti della serie, Mary Ellen Dunbar.
Debutta al cinema nel 1989, nel ruolo di una ballerina da night-club, nel film Deadly Addiction, diretto da Jack Vacek. Nel 1990 interpreta inoltre Giovanna d'Arco in un episodio della serie televisiva Una famiglia come le altre.

## Filmografia

### Cinema
- Deadly Addiction, regia di Jack Vacek (1989)

### Televisione
- I mostri vent'anni dopo (The Munsters Today) - serie TV, 72 episodi (1988-1991)
- Una famiglia come le altre (Life Goes On) - serie TV, episodio 1x17 (1990) - Giovanna d'Arco
- L'amico di legno (What a Dummy) - serie TV, episodio 1x04 (1990)

## Programmi televisivi
- Request Video - programma musicale (1987)
- Hollywood Beat - talk show (1993-1996)